# Ernest Gellner
Ernest André Gellner (Paris, 9 de dezembro de 1925 — Praga, 5 de novembro de 1995) foi um filósofo e antropólogo social judeu-checo nascido na França e mais tarde naturalizado britânico. Foi um importante teórico da sociedade moderna e das diferenças que a distinguem das sociedades precursoras. Sua esfera de influência é pouco comum e abrange os campos da Filosofia, Sociologia, Ciência Política, História e Antropologia Social. O jornal britânico The Independent na sua edição de 8 de novembro de 1995 referiu-se a Gellner como "uma cruzada de um homem pelo racionalismo crítico, em defesa do universalismo do esclarecimento contra as marés ascendentes do idealismo e relativismo".
Foi professor de filosofia, lógica e método científico na London School of Economics durante 35 anos. Foi depois o professor William Wyse de Antropologia Social na Universidade de Cambridge por 10 anos e finalmente foi o líder fundador do centro para o estudo do nacionalismo, em Praga. Foi colega de Karl Popper na London School of Economics. Popper é, como o próprio Gellner o diz, a sua maior influência. E a segunda será provavelmente Max Weber: Perry Anderson escreveu que de todos os pensadores sociológicos pós-Weber, Gellner foi quem "permaneceu mais próximo dos problemas intelectuais centrais de Weber". O sociólogo David Glass disse uma vez que não tinha a certeza se a próxima revolução viria da direita ou da esquerda, mas ele tinha a certeza de que, viesse ela de onde ela viesse, a primeira pessoa a ser abatida seria Ernest Gellner.
Gellner lutou toda a sua vida - em seus escritos, ensinamentos e ativismo político - contra o que ele via como sistemas fechados de pensamento, particularmente o comunismo, a psicanálise, o relativismo e a “ditadura” do livre mercado. Entre outras questões do pensamento social, a teoria da modernização e o nacionalismo foram dois de seus temas centrais, permitindo-lhe trabalhar dentro do tema de três civilizações distintas: ocidental, islâmica e russa.

## Biografia

### De Paris para Praga

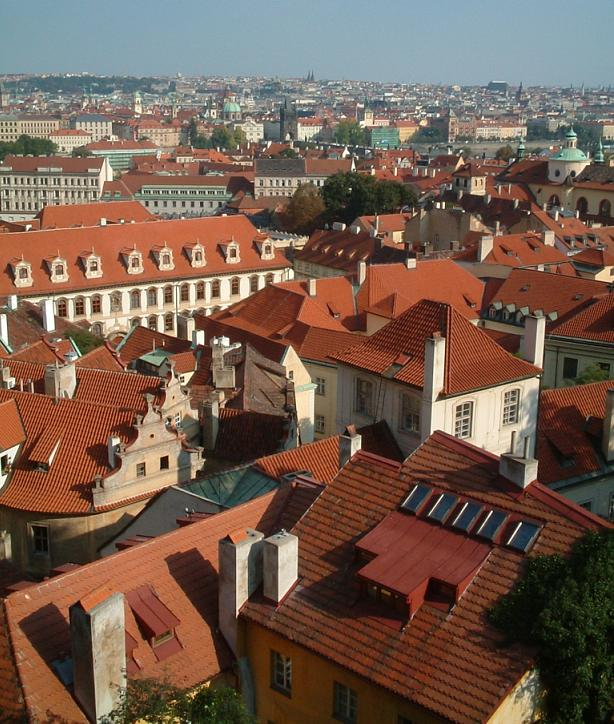
Praga

Ernest André Gellner nasceu em Paris em 1925, filho de Rudolf e Anna Gellner (nome de solteira Anna Fantl), uma família checa de língua alemã de origem judaica secularizada. Quando Ernest nasceu, o seu pai, Rudolf Gellner, interessado em sociologia e em Max Weber, fazia estudos em Paris sobre o teórico político francês conservador e antimodernista Joseph de Maistre. Rudolf Gellner trabalhou como jornalista para jornais alemães, antes de se tornar um homem de negócios, relativamente modestos. Rudolf teve de aprender a língua checa, como muitos naturais da Boémia de língua alemã, quando da criação da Checoslováquia, após a Primeira Guerra Mundial, na qual Rudolf tinha combatido, tendo estado destacado na Sibéria. Rudolf estudava em Paris, mas pouco depois do nascimento de Ernest, muda-se para Praga, onde Ernest Gellner cresceu e onde frequentou um liceu inglês (grammar school). Segundo J. Musil, neste liceu inglês, recentemente fundado, as aulas eram dadas por jovens professores ingleses por forma a fornecer um exemplo perfeito do domínio da língua. O currículo do liceu combinava o modelo inglês com os currículos europeus. O jovem Gellner falava em checo com os amigos, em inglês com os professores e colegas da escola, em alemão em casa com a família. Gellner cresceu pois num ambiente multicultural, na Checoslováquia de Masaryk. A Praga em que Gellner cresceu era a cidade das três culturas (checa, judaica, alemã) de Kafka. Uma cidade com duas Universidades: uma checa e outra alemã (Einstein deu aulas nesta última, no ano 1911/1912). Uma cidade antissemita mas de uma beleza impressionante de que ele mais tarde se recorda com saudade.
Como nos diz André Czeglédy, que foi orientado no seu doutoramento por Gellner, Ernest Gellner leu na sua juventude as obras de escritores como Jaroslav Zák, Jaroslav Hasek e Vitezslav Nezval, e foi influenciado por dramaturgos como Jiri Voskovec e Jan Werich, todos eles autores a quem Czeglédy atesta um especial sentido de humor.

### Segunda Guerra Mundial e a fuga para Inglaterra
Em 1939, com a ascensão do Nazismo na Europa a família vê-se obrigada a fugir para Inglaterra. A decisão tinha sido preparada desde há algum tempo, dada a evolução dos acontecimentos. Uma das irmãs de Rudolf vivia em Inglaterra e era casada com um inglês, o que foi providencial. A 10 de Março de 1939, Adolf Hitler ordenou a entrada do exército alemão em Praga, na sequência do acordo de Munique. Nesse mesmo ano, tendo apenas 13 anos, Ernest Gellner foi autorizado a viajar com a mãe e irmã para Inglaterra, atravessando a Alemanha de comboio (homens adultos não estavam autorizados a o fazer). O pai seguiu ilegalmente para a Inglaterra via Polónia, onde por duas vezes o enviaram para trás. A terceira tentativa foi bem-sucedida. Graças à ajuda de velhos amigos russos dos tempos da Primeira Guerra Mundial, Rudolf Gellner conseguiu obter em Varsóvia os vistos que lhe salvaram a vida (e ao seu colega de viagem, que viria a ser um sócio nos seus futuros negócios em Inglaterra). Seguiu viagem para a Suécia e depois para Inglaterra. Juntou-se à família em Londres, para a felicidade do pequeno Ernest. Um irmão de Rudolf Gellner, Otto Gellner, teve menos sorte: Pereceu no Holocausto. A maioria da família de Rudolf conseguiu escapar para Inglaterra. Vários familiares da mãe, talvez com menos predisposição ou capacidade para fugir para o estrangeiro, ficaram na Checoslováquia e foram assassinados no Holocausto.
Ernest e a sua família viveram inicialmente em Highgate, no norte de Londres, e mudaram-se depois para St. Albans. Ernest estudou na St. Albans County Grammar School, um liceu fundado nos anos 30, onde ele obteve uma bolsa de estudos para estudar no Balliol College, em Oxford. Nas palavras de Gellner, a sua bolsa de estudos para Oxford obtida quando tinha 17 anos de idade deve-se à "política colonial à portuguesa" praticada pelo director do Balliol College de Oxford, que "mantinha os nativos em paz dando permissão a aptos de baixo a entrar para Balliol".
Em Oxford, Gellner estudou Filosofia, Política e Economia (Philosophy, Politics and Economics - PPE). Interrompeu os estudos após um ano para combater na guerra, incorporando a brigada Checa. O jovem Ernest, nos seus 19 e 20 anos participou na Segunda Guerra Mundial, tendo estado envolvido no bloqueio da cidade de Dunquerque, pouco depois do desembarque da Normandia. Já com o armistício, foi participar às comemorações e paradas militares da vitória em Praga. Não permaneceria em Praga muito tempo. O exército vermelho, agora já num contexto de conflito leste-oeste logo pediu aos militares checos que retornassem ao sector americano após as comemorações.

### Carreira universitária

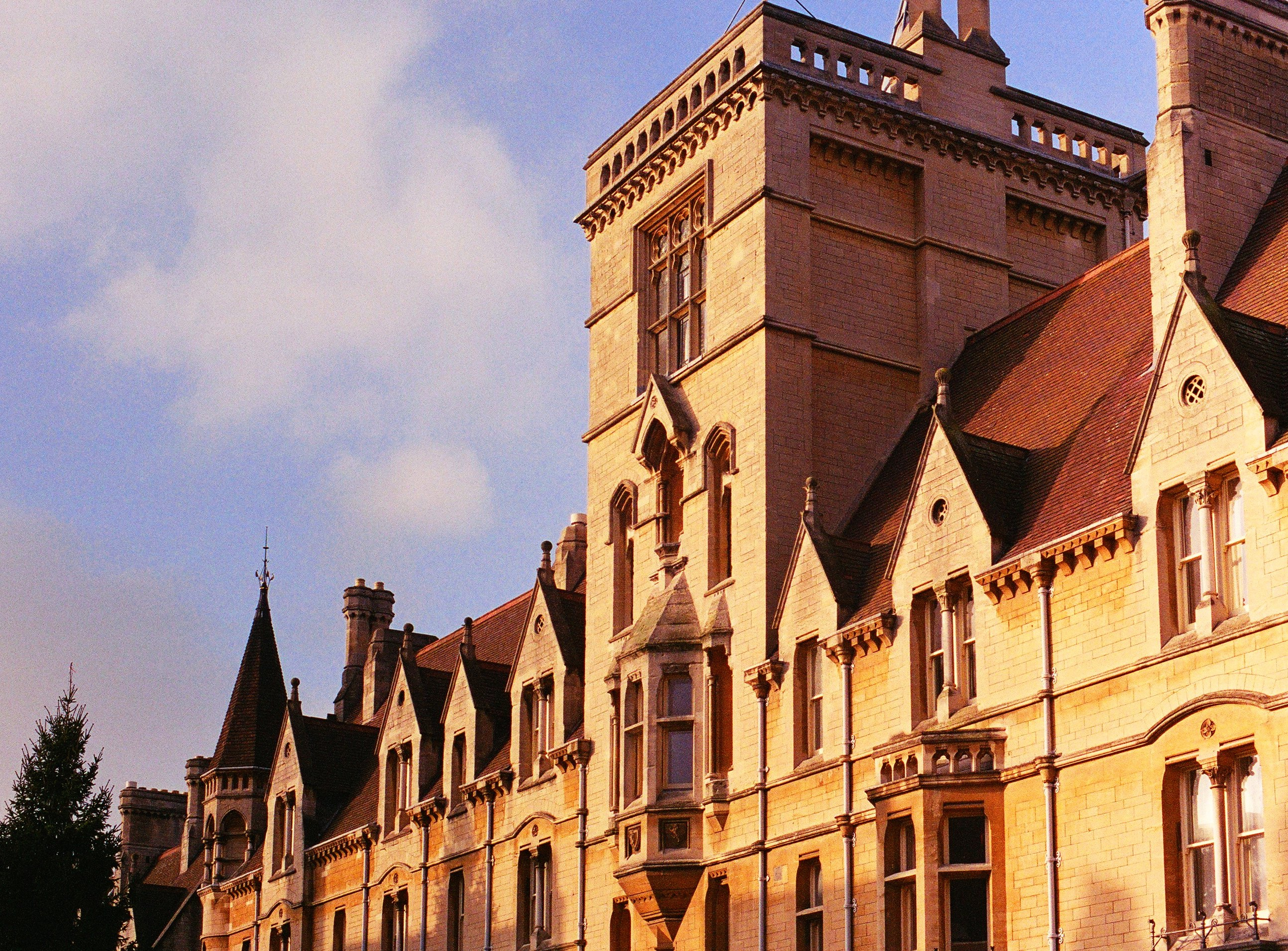
O Balliol College em Oxford, onde Gellner estudou

Regressou à Inglaterra em 1945 e completou os seus estudos com distinção (first class honours) em 1947, ganhando o prémio John Locke. Nesse mesmo ano iniciou a sua carreira académica como assistente do professor John MacMurray, na faculdade de filosofia moral da Universidade de Edimburgo.
Dois anos depois, em 1949, foi ensinar Sociologia na London School of Economics, ganhando o título de professor em 1962. Aqui passaria a maior parte da sua carreira académica. Teria também a cadeira de Filosofia. A partir de 1954, Gellner fez uma série de viagens ao norte de África, envolvido em trabalho de campo antropológico, que culminaria no seu doutoramento em Antropologia Social sob a orientação dos professores Raymond Firth e Paul Sterling. Trabalhando entre os berbéres, nas montanhas do Atlas, Gellner teve a oportunidade de satisfazer a sua paixão pelas montanhas. Ao mesmo tempo, tomou contacto com a religião muçulmana, um tema de vários de seus livros, incluindo o seu Saints of the Atlas, de 1969. Em 1979, ainda na LSE, tornou-se professor de Filosofia. Em 1984 foi nomeado professor William Wyse de Antropologia Social na Universidade de Cambridge. A evolução temática de Gellner é fora do vulgar. Tendo começado na Filosofia, passou para a Sociologia e depois para a Antropologia Social. Como ele disse numa entrevista de 1991, esta mudança de temas foi antes de mais uma fuga à filosofia linguística:
E o paradoxo, a anedota é que tendo escapado da filosofia para a antropologia, em parte, sem dúvida não apenas por isso, mas em parte, para escapar à filosofia linguística, eu encontro na minha idade avançada que a coisa de que eu fugia é agora dominante na antropologia: a praga hermenêutica, como eu lhe chamo, que é em parte inspirada em Wittgenstein, tornou-se recentemente muito influente na antropologia. Eu penso que ela é tão despropositada na antropologia como era na filosofia. É irónico que ela parece estar a seguir-me (Davis, 1991)
Gellner passou um ano na União Soviética em 1989/90, a convite da Academia de Ciências soviética. Em 1992, Gellner reformou-se da sua carreira académica britânica e "voltou às raízes", tornando-se director do Centro Para o Estudo do Nacionalismo, na nova Universidade Central Europeia de Praga, onde passou a centrar o seu pensamento aos desenvolvimentos políticos na Europa de Leste, que ele conheceu bem e na qual tinha um grande interesse.
Ernest Gellner sofreu um ataque cardíaco no dia 5 de novembro, no aeroporto de Praga, quando regressava de uma conferência em Budapeste. Faleceu poucas horas depois, a um mês do seu septuagésimo aniversário.

## Ideias

### Filosofia
(Principais livros: "Words and Things, The Legitimation of Belief, Reason and Culture")
Os livros de Gellner oferecem uma excelente base para o estudo da filosofia. Gellner sistematizou como poucos a filosofia, a sociologia, antropologia e a história. Trata-se de um caso raro de proficuidade multidisciplinar e cosmopolita nos tempos modernos, acompanhado de um inevitável sentido de humor, sempre esclarecedor.
Gellner ordena a filosofia com a seguinte frase:
"Todo o bebé filosófico nascido com vida tornar-se-á inevitavelmente um pequeno positivista ou um pequeno hegeliano."
Gellner está claramente do lado racionalista da filosofia. Esse lado positivista, como ele o chama, tem um sentido diferente do de Augusto Comte, que segundo Gellner, "combinou as duas respostas". Gellner interessa-se pela razão, pelo racionalismo. O racionalismo parece ter-lhe saído fumegando pelas orelhas (o próprio Gellner usou esta expressão para descrever Leonard Trelawny Hobhouse).
Os seus heróis são David Hume, René Descartes, Immanuel Kant, Bertrand Russell, Karl Popper. Os seus vilões Hegel, Wittgenstein, Nietzsche, Heidegger.
Ironicamente, Gellner se dizia um "fundamentalista do esclarecimento" (ou do iluminismo), aludindo ao fundamentalismo islâmico.

### Modernidade
(Livro principal: Plough, Sword and Book)
De uma forma geral, Gellner pode ser visto, como, nas palavras de Michael Lessnoff, um "profeta da modernidade". Este papel de Gellner é tanto mais importante quanto esta é atacada nos nossos dias, principalmente em meios académicos. Como Lessnoff diz no seu livro, Gellner and Modernity, : "ele foi um dos defensores mais apaixonados e convincentes dos principais elementos da modernidade - a racionalidade científica, a política liberal, a economia industrial e mesmo daquele fantasma demoníaco moderno, o consumismo. A modernidade necessita de um tal defensor e a voz de Gellner faz um contraste refrescante com o tom antimoderno que é tão frequente na literatura contemporânea, não apenas na cultura geral do nosso tempo, mas mais especificamente dentro da comunidade académica, recentemente influenciada pelo movimento intelectual em moda chamado pós-modernismo (na verdade uma forma de antimodernismo)".

#### A teoria da história de Gellner
Lessnof faz uma boa análise da especificidade da teoria da história de Gellner. Comparando a visão de Gellner com a de Marx, Lessnof resume: "De acordo com o Marxismo, as forças económicas dominam a história: elas evoluem de acordo com a sua própria dinâmica intrínseca, e o resto da estrutura social acomoda-se necessariamente a elas e suas necessidades, mas, claro, não sem luta, conflitos de classe e revoluções. Na interpretação marxista da história, o poder político e as ideologias respondem sobretudo às necessidades económicas. Na teoria da história de Gellner, em contraste, apesar de não negligenciar o factor económico - longe disso - a ênfase é colocada na importância independente de forças políticas e ideológicas, e não menos importante: a influência que elas exercem no desenvolvimento económico. A interpretação de Gellner da história humana - o centro do seu trabalho teórico - pode ser encontrada sobretudo na sua publicação de 1998, chamada Plough, Sword and Book (Arado, espada e livro)".

#### Portugal na modernidade
Para os cidadãos de países de língua portuguesa do século XXI, Gellner deu um contributo fundamental para a compreensão da sua situação na história. Porque é que as sociedades de língua portuguesa ficaram para trás no desenvolvimento tecnológico e social da idade moderna? Onde estão os cientistas, os inventores de língua portuguesa depois do nónio ou da caravela?
Gellner vê na era moderna o resultado de um acidente histórico e não de um plano divino. Neste ponto ele adopta as teses de Max Weber, uma das suas principais influências, que viu na ética protestante um dos factores que terão levado ao surgimento do capitalismo e com ele a era moderna. Uma evolução que passou ao lado da península ibéria, como Antero de Quental já tinha deixado patente no seu discurso da conferência do casino: "Causas da decadência dos povos peninsulares nos três últimos séculos" ( Ler o discurso aqui!). Portugal (e com ele, todos os territórios que lhes estavam associados) permaneceu do lado católico tradicional nas disputas religiosas que assolaram a Europa. A Reforma Protestante do século XVI que se desenvolveu na Europa do Norte não chegaria a Portugal, muito devido à acção da chamada Contra-Reforma iniciada por Roma, onde os Jesuítas desempenharam um papel de relevo. Não só a reforma religiosa como ela se deu no norte da Europa não chegou a Portugal, a desconfiança estendeu-se também às ideias que ali surgiram (ver: Estrangeirados), não apenas no campo religioso mas também nas letras (o humanismo) e ciências (no século XVIII o iluminismo e a revolução científica). Em 1558 foi introduzida em Espanha a pena de morte para quem importasse livros estrangeiros sem permissão ou para quem imprimisse sem a autorização oficial. Enquanto que na Europa protestante o progresso científico atingiu uma dimensão inédita na história da humanidade, em Portugal, a influência da igreja católica e a censura por esta imposta permaneceram por pelo menos mais três séculos. (Ver:Index Librorum Prohibitorum). A Inquisição portuguesa foi abolida apenas em 1821 (ainda hoje muitos ingleses ficam admirados ao descobrir isto). Já em 1736, D. Luis da Cunha deplorava a ausência de uma comunidade reformada (calvinista) em Portugal. Comparando a situação portuguesa com a da França, ele notou que o desafio huguenote tinha impedido que o sacerdócio católico francês se afundasse até ao nível "sórdido" dos seus pares portugueses (David Landes).
A sociedade baseada em valores protestantes é um acidente da história. Não seria de esperar que alguém se dedique ao trabalho árduo, não com o objectivo de gozar dos frutos desse trabalho, mas sim por uma ordem divina. Para um calvinista, o objectivo último da vida na terra é "enobrecer o nome do senhor". Gozar desses frutos seriam, à luz da ética protestante, um sinal de fraqueza perante Deus. Como Max Weber apontou na sua obra "A ética protestante e o espírito do capitalismo", o católico que alcança a riqueza logo a desfrutará e ali se quebrará o impulso criativo. Por contraste, para certas formas ascéticas da doutrina protestante, nomeadamente Calvinistas (Ver Calvinismo), o trabalho árduo e disciplinado não é um meio para atingir um fim. É um acto de fé. O calvinista rico não tem qualquer motivo para desfrutar da sua riqueza. Continuará sendo disciplinado e exigente consigo mesmo, não porque deseja alcançar a riqueza mas porque vê na disciplina diária um elemento de fé e uma prova de que se encontra entre os escolhidos de Deus. Como David Landes afirma, "o ponto de Weber é que o protestantismo produziu um novo tipo de homem de negócios, um tipo diferente de pessoas, que deseja viver e trabalhar de uma determinada forma. Era esta forma aquilo o que mais interessava, e a riqueza era, quando muito, um subproduto.
Ora é precisamente esta filosofia que se coaduna melhor na organização moderna do trabalho numa sociedade capitalista. O reinvestimento dos lucros na actividade produtiva é reconhecidamente um factor de sucesso económico. Como exemplo desta nova forma de pensar, Weber cita Benjamin Franklin, um calvinista, como exemplo elucidativo desta relação fecunda entre princípios religiosos e o sucesso económico. Os seus aforismas como: "um tostão poupado é um tostão ganhado" são bem conhecidos ainda hoje.
Como David Landes afirma, esta forma de pensar teve origem religiosa mas acaba por se tornar secular: "E apesar de a crença forte na predestinação não ter durado mais do que uma geração ou duas (não é o tipo de dogma que tenha apelo duradouro), ela acabou por ser convertida num código de comportamento secular: trabalho duro, honestidade, seriedade, o uso prudente de dinheiro e tempo (ambos emprestados a nós por Deus). "O tempo é curto", admoestava o sacerdote Puritano Richard Baxter (1615-1691), "e o trabalho é longo"".
Aquilo que começou como experiência teológica puritana de uma seita religiosa que surgiu no ocidente (norte) do continente europeu e no norte da América (zonas de religião protestante) acabou por se tornar num factor de progresso económico e social que teve como consequência o crescimento exponencial da produtividade económica como nenhum economista clássico (uma ciência inicialmente muito pessimista - "the dismal science", a ciência lúgubre) tinha previsto (ver: Adam Smith ou Thomas Malthus). Ver História da Escócia para um exemplo da forma como esta transformação tinha lugar.

### O Islão
(Principais livros: Saints of the Atlas, Muslim Society, Conditions of Liberty)
Ernest Gellner analisou em detalhe as estruturas sociais das sociedades islâmicas. Em especial interessava-lhe explicar porque é que o Islão se mostra resistente à tendência geral da secularização, que em princípio é uma das características da modernidade. Para mais detalhes sobre algumas das suas observações ver o artigo sobre o seu livro Pós-modernismo, razão e religião.

## Obra
De acordo com Czeglédy, Gellner disse-lhe numa conversa particular que considerava o livro de 1988, "Plough, Sword and Book" (arado, espada e livro) como o seu contributo mais panorâmico e sustentado. No entanto, o seu "Nations and Nationalism", abordando uma temática completamente diferente, foi o que o tornou mais conhecido, seguindo-se o "Words and Things", pela polémica envolvida.

### Words and things
Seu primeiro livro surgiu em 1959 foi uma crítica à filosofia linguística de Wittgenstein, nos anos do pós-guerra uma força dominante em círculos académicos ingleses e particularmente em Oxford. Entre os líderes desses círculos da filosofia inspirada em Wittgenstein contavam-se J.L. Austin, Peter Strawson e Gilbert Ryle. O livro contou com um prefácio favorável de Bertrand Russell, que posteriormente defendeu Gellner no debate que se seguiu à publicação. A controvérsia foi grande quando Gilbert Ryle, editor do jornal filosófico Mind, recusou incluir uma crítica literária ao livro, achando que fazia uma crítica maliciosa aos filósofos envolvidos (entre os quais ele próprio, um admirador de Wittgenstein). Esta decisão foi divulgada ao grande público numa carta aberta de Bertrand Russell ao jornal The Times, de Londres, ao que se seguiu uma acesa discussão pública. Esta crítica de Gellner à filosofia de Wittgenstein tornou Gellner famoso e não necessariamente apreciado entre esses círculos estabelecidos. Gellner ganhou entre esses filósofos uma reputação de "enfant terrible" (um comentador sugeriu mais tarde que, com o passar do tempo, Gellner tinha amadurecido num "ancião terrible"), que os expôs mais do que eles teriam desejado. Gellner critica as implicações sociais e políticas da filosofia linguística. Também foi notado que para além de ser um livro sobre Filosofia, Words and Things é também uma análise sociológica dos professores de filosofia de Oxford, estudando-os como se eles fossem uma espécie de tribo.

### Saints of the Atlas
Publicado em 1969, foi uma monografia do seu trabalho de campo com os berbéres, nas montanhas do Atlas, em Marrocos, onde deparou com uma complexa sociedade islâmica, que ele analisou (ver também sufismo).

### Nations and Nationalism
Este livro tornou Gellner num teórico de referência para o fenómeno do Nacionalismo. Suas conclusões são surpreendentes. Para Gellner, o nacionalismo é um acontecimento específico da sociedade moderna. Neste livro, Gellner apresenta também a sua irreverente Teoria do endereço errado:
Os marxistas basicamente gostam de pensar que o espírito da história ou a consciência humana cometeram um terrível engano. A mensagem de despertar tinha sido enviada para as classes, mas por algum terrível erro postal, foi entregue às nações.

### The Psychoanalytic Movement
The psychoanalytic movement:or the cunning of unreason, 1985, foi um livro escrito pouco depois do regresso do trabalho de campo em Marrocos. Gellner pretendeu inicialmente fazer uma espécie de "trabalho de campo" (usando métodos semelhantes) à profissão psico-analítica (o que lhe terá sido recusado). O livro é uma denúncia da tradição freudiana. Por sinal do destino editorial, as primeiras edições do livro continham uma gralha no sub-título, o que Gellner terá achado divertido. Em vez de "the cunning of unreason" (a artimanha da irracionalidade), foi impresso: "the coming of unreason" (a chegada da irracionalidade).

### Excerto da obra
- Words and Things , A Critical Account of Linguistic Philosophy and a Study in Ideology, Londres: Gollancz; Boston: Beacon. Veja também a correspondência no The Times, de 10 a 23 de novembro de 1959.
- Thought and Change
- Saints of the Atlas, 1969
- Contemporary Thought and Politics
- The Devil in Modern Philosophy
- Legitimation of Belief
- Spectacles and Predicaments
- Muslim Society, 1981
- Nations and Nationalism, 1984
- The Concept of Kinship and Other Essays
- Relativism and the Social Sciences, 1985
- The Psychoanalytic Movement: or the Cunning of Unreason, 1985
- Culture, Identity and Politics
- State and Society in Soviet Thought
- Plough, Sword and Book, 1988
- "Reason and Culture: The historic role of rationality and rationalism", 1992
- The Dangers of Tolerance, ensaio de 1995

### Livros editados em português
- Gellner na Unb. Eub, 1981.
- Nacionalismo e Democracia. Unb, 1981.
- O movimento psicanalítico; ou os ardis da não-razão; tradução Álvaro Cabral. Rio de Janeiro: Jorge Zahar, c1988. 207p.
- Razão e Cultura. Editora Teorema, 1992.
- Pós-modernismo, razão e religião --- Sobre as principais correntes de pensamento actuais. Editora: Instituto Piaget, 1994
- Condições da liberdade - A sociedade civil e seus rivais ---Queda do comunismo e ascendência do fundamentalismo islâmico, Portugal, Editora Gradiva; Brasil, Jorge Zahar, 1996.
- Antropologia e política: Revoluções no bosque sagrado - publicado em 1997 pela editora brasileira Jorge Zahar. Jorge Zahar, 1997
- Linguagem e solidão - Uma interpretação do pensamento de Wittgenstein e Malinowski, Edições 70, 2001 ISBN 972-44-1094-3 Edições 70
- Nações e nacionalismo ---O fenómeno do nacionalismo. Os seus diferentes "sabores" europeus
- Curso de Introdução À Ciência Política da Revolução À... Editora: Unb.
- Da Revolução À Liberalização. Ernest Gellner e Outros. UNB

## Seguidores
- John A. Hall
- José G. Merquior
- Ian C. Jarvie
- Joseph Agassi
- Michael Lessnoff